# Редовни въоръжени сили
Армията (на латински: armare) е синоним на организирани въоръжени сили на суверен. Нейните воини се отличават със специфична военна униформа с щандарт, за/в разлика от нередовната войска или опълчение.
Редовната армия се характеризира с общо/единно командване, щаб, организация, ред, дисциплина, залегнали във военен устав или устави за различните родове войска. 